# 朝鮮民主主義人民共和国の雑誌一覧
朝鮮民主主義人民共和国の雑誌一覧（ちょうせんみんしゅしゅぎじんみんきょうわこくのざっしいちらん）は、朝鮮民主主義人民共和国で発行される雑誌の一覧である。

## 総合誌
- 画報朝鮮 - 月刊
- 統一画報 - 隔月刊

## 文芸誌
- 青年文学 - 月刊
- 朝鮮女性 - 月刊
- 朝鮮文学 - 月刊
- 朝鮮芸術 - 月刊
- 千里馬 - 月刊
- 児童文学 - 月刊

## 専門誌

### 隔月刊
- つぼみ
- 人民教育
- 高等教育
- 科学院通報
- 農業水利化
- 科学の世界

### 季刊
- 文化語学習
- 技術革新
- 錦繍江山
- 化学と化学工学
- 情報科学
- 気象と水文
- 歴史科学
- 生物学
- 朝鮮医学
- 朝鮮考古研究
- 朝鮮語文
- 分析
- 数学
- 物理
- 経済研究
- 哲学研究
- 金属
- 採掘工学
- 朝鮮薬学
- 予防医学
- 内科
- 外科
- 小児産婦人科
- 基礎医学
- 電気,自動化工学
- 軽工業科学
- 計量と規格化
- 地質と地理科学
- 朝鮮建築
- 機械工学
- 芸術教育
- 民族文化遺産
- 政治法律研究
- 教員宣伝手帳
- 教養員
- 電子工学
- 山林科学
- 朝鮮料理
- 口腔,眼科と耳鼻咽喉科
- 不滅の花
- 朝鮮民主主義人民共和国発明公報
- 金日成総合大学学報
  - 自然科学
  - 哲学・経済
  - 語文学
  - 歴史・法学
- 社会科学院学報
- 農業科学院学報

### 年2回刊
- 生物学学会誌
- フォーイン・トレード・オブ・DPRK（朝鮮民主主義人民共和国の貿易）